# Asota sulawesiensis
Asota sulawesiensis là một loài bướm đêm thuộc họ Erebidae. Nó là loài đặc hữu của Sulawesi.